# Distrikt Ulcumayo
Der Distrikt Ulcumayo liegt in der Provinz Junín in der Region Junín in Zentral-Peru. Der Distrikt wurde am 26. Oktober 1926 gegründet. Er besitzt eine Fläche von 1011 km². Beim Zensus 2017 wurden 4425 Einwohner gezählt. Im Jahr 1993 lag die Einwohnerzahl bei 9877, im Jahr 2007 bei 7142. Sitz der Distriktverwaltung ist die auf einer Höhe von 3600 m nahe dem Nordostufer des Junín-Sees gelegene Ortschaft Ulcumayo mit 680 Einwohnern (Stand 2017). Ulcumayo liegt 25 km nordöstlich der Provinzhauptstadt Junín.

## Geographische Lage
Der Distrikt Ulcumayo liegt im Nordosten der Provinz Junín. Der Distrikt erstreckt sich quer zur peruanischen Zentralkordillere. Die Längsausdehnung in WSW-ONO-Richtung beträgt etwa 63 km, die maximale Breite liegt bei 26 km. Entlang der östlichen Nordgrenze verläuft der Río Paucartambo in östlicher Richtung. Der Río Ulcumayo, Hauptquellfluss des Río Oxabamba, durchfließt den Südwesten des Distrikts und verläuft anschließend entlang der südlichen Distriktgrenze in östlicher Richtung.
Der Distrikt Ulcumayo grenzt im Westen an die Distrikte Junín und Carhuamayo, im Norden an den Distrikt Paucartambo (Provinz Pasco), im Nordosten an die Distrikte Chontabamba und Oxapampa (beide in der Provinz Oxapampa) sowie im Süden an die Distrikte Huasahuasi und San Pedro de Cajas (beide in der Provinz Tarma).

## Ortschaften im Distrikt
Im Distrikt gibt es neben dem Hauptort folgende größere Ortschaften:
- Chogoto
- Huancash
- Piscurruray
- Quilcatacta (272 Einwohner)
- Rosario de Apan (235 Einwohner)
- San Antonio de Chuchuhaín
- San Miguel de Puyay
- Santa Rosa de Llaupi
- Shogue
- Yapac Marca

## Religion
Das katholische Bistum Tarma unterhält in Ulcumayo die Pfarrei St. Michael (San Miguel Arcángel), die eine Partnerschaft mit der Pfarrei St. Josef im deutschen Lörrach pflegt.